# ブン・ウム
ブン・ウム・ナ・チャンパーサック（Boun Oum Na Champassak, 1911年12月2日 - 1980年3月17日）は、ラオスの王族、政治家。旧チャンパーサック王家の末裔で、ラオス内戦期における親米右派勢力の代表格。ラオス王国首相を2度務めた。殿下 (Sadet Chao) の称号を持つ。

## 経歴
1911年、フランス支配下のチャンパーサックにおいて、最後のチャンパーサック王ブア・ルパアン・ラーチャナダイ殿下の第3王子として生まれる。教育はサイゴンで受け、やがてラオスで行政官吏を務める。
日本占領下の1945年、抗日運動に参加。同年11月、ラーチャナダイの死去によりチャンパーサック家の当主となる。
日本の降伏後、フランスに抵抗するラーオ・イサラ（自由ラオス）勢力と、フランスに協力的な国王派に分裂していたが、ブン・ウムはラオス南部においてフランスの復帰を支援した。しかし、1946年8月27日のラオス＝フランス協定（ラオス統治暫定協定）により、ルアンパバーン王を君主とする「ラオス王国」の建設が認められると、ブン・ウムはチャンパーサック王位の継承権を放棄させられた。その代わりとして、ラオス王国の終身王国総監の地位が与えられる。
1947年、国王評議会議長に就任。1948年3月25日、首相に就任した。1949年7月のフランス＝ラオス協定によりフランス連合内でのラオスの独立が認められ、恩赦により元ラーオ・イサラのメンバーが帰国すると、1950年2月2日、国民統合という大義名分のために退陣した。
1959年12月末、軍部右派のプーミ・ノサワン将軍が軍事クーデターを起こし、プーイ・サナニコン政府を辞職に追いやると、ブン・ウムはこれに反発する。結果として軍部独裁を阻止し、1960年1月のコウ・アバイ暫定政府の樹立を助けた。

### 右派による擁立
しかし、1960年8月9日に中立派のコン・レー大尉がクーデターで右派ソムサニット政権を倒し、中立派スワンナ・プーマ政権を成立させると、ブン・ウムはノサワン将軍に擁立される。9月10日に「反クーデター委員会」（後に「革命委員会」）をサワンナケートに組織し、プーマ政権に対抗する。
同年11月、ノサワン軍が中立派政府軍に対して攻撃を開始し、首都ヴィエンチャンに迫ると、12月9日にプーマ首相はプノンペンに亡命。12月12日、ブン・ウムは国王により再び首相に任命され、同政権は西側諸国により承認された。12月16日、右派軍はヴィエンチャンを奪取し、翌1961年1月4日に王国議会が招集され、ブン・ウム政府が正式に承認された。しかし、プーマが首相辞任を拒否し、2月にジャール平原のカンカーイでコン・レー軍と合流して抵抗したため、内戦は継続した。

### 三派和平交渉

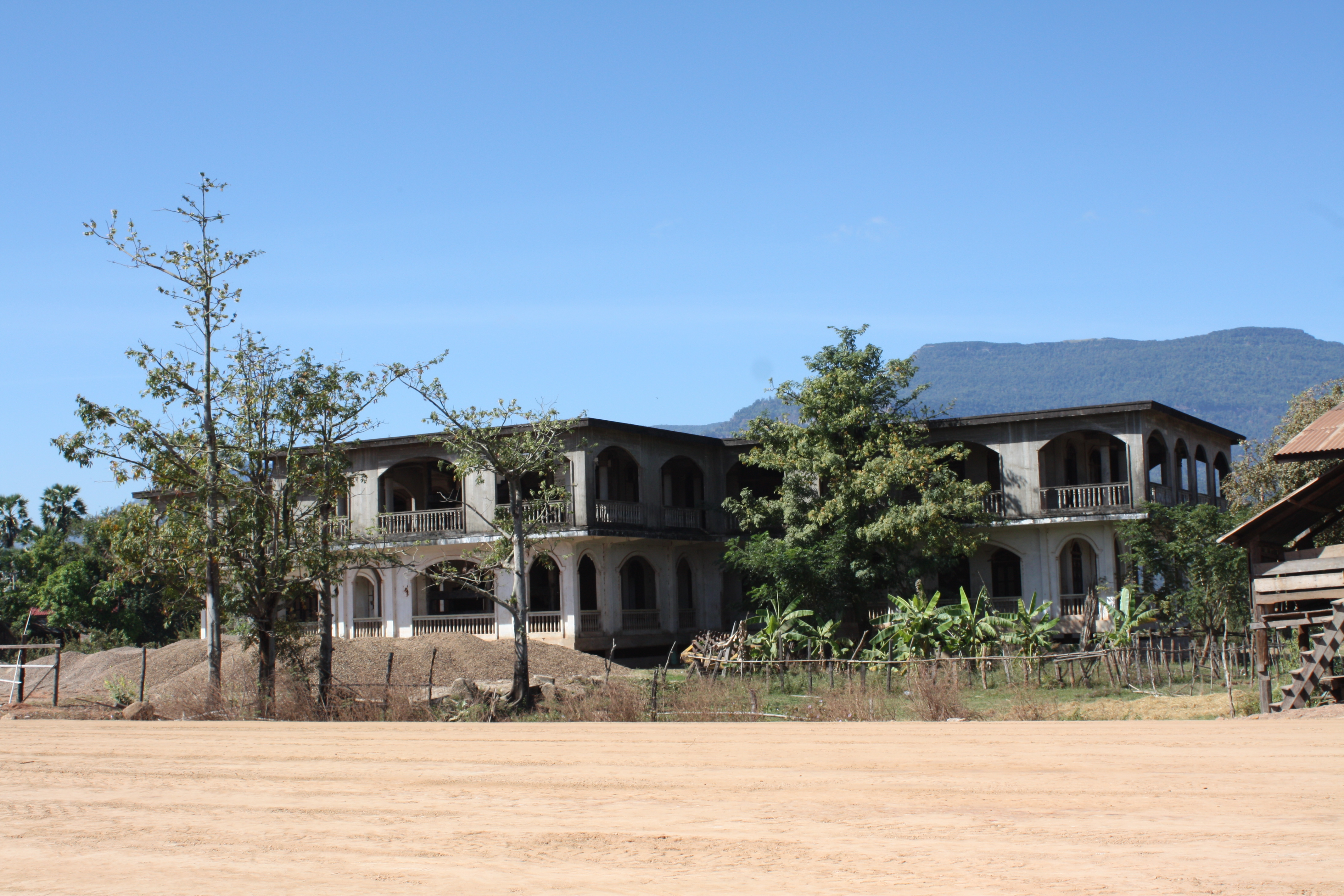
ブン・ウムの未完の屋敷（チャンパーサック）

1961年5月に右派・中立派・左派の3派間で停戦が合意されると、以降ブン・ウムは右派の代表として中立派のプーマと左派のスパーヌウォンとともに「三殿下会談」を重ねる。1962年1月、ジュネーヴ会談において基本的な合意に達し、同年6月のジャール平原会談で三派連合政権に関する協定を結ぶ。そして6月23日、国王に内閣の辞表を提出し、首相を正式に辞任した。同日、プーマを首班とする第2次連合政府が成立するが、ブン・ウムは入閣せず、政界から引退した。

### 亡命
1974年、左派パテート・ラーオの勢力拡大により、ラオスを出国する。その後1年間はタイに在住した。王政が廃止され人民共和国が樹立される直前の1975年9月4日、欠席裁判により死刑宣告を受ける。
1976年にフランス、パリに移住。1980年3月17日、パリ郊外のブローニュ＝ビヤンクールの病院で死去した。

## 家族
6人の男子と3人の女子をもうけた。1980年にブン・ウムが亡くなると、長男の Keo Champhonesak na Champassak がチャンパーサック家の当主を継いだ。